# Cửa khẩu Phó Bảng
Cửa khẩu Phó Bảng là cửa khẩu quốc gia tại vùng đất thị trấn Phố Bảng, huyện Đồng Văn, tỉnh Hà Giang, Việt Nam.
Cửa khẩu Phó Bảng thông thương sang cửa khẩu Đổng Cán (董干口岸) thuộc huyện Ma Ly Pho và huyện Phú Ninh, châu Vân Sơn, tỉnh Vân Nam, Trung Quốc . Cửa khẩu cách trung tâm thị trấn Phố Bảng 5 km theo đường bộ.